# Cindogo
Cindogo is een bestuurslaag in het regentschap Bondowoso van de provincie Oost-Java, Indonesië. Cindogo telt 3307 inwoners (volkstelling 2010).